# Sandra Muller
Pour les articles homonymes, voir Müller.
Sandra Muller est une journaliste française née le 1er septembre 1971 à Paris. Elle est directrice de la publication de La Lettre de l'audiovisuel.

## Carrière
Après un DEUG Communication obtenu en 1993, Sandra Muller devient pigiste pour Nova (Le Nouvel Obs, Le Monde) en poursuivant ses études : deux masters (AES et CFPJ) obtenus respectivement en 1996 et 1998.
En 2001, elle devient la directrice de La Lettre de l'audiovisuel.
Elle deviendra correspondante du magazine VSD à New York en 2016.
Deux ans plus tard, elle publie son ouvrage #BalanceTonPorc.

## #BalanceTonPorc
Le 13 octobre 2017, Sandra Muller crée le hashtag #BalanceTonPorc, et appelle à la libération de la parole des femmes victimes de harcèlement sexuel et d'agression sexuelle. Elle en profite pour dénoncer les propos déplacés d'Éric Brion, ancien président de la chaîne Equidia qui les a publiquement reconnus mais en portant plainte pour diffamation contre la journaliste. Le lancement du hashtag #BalanceTonPorc précède ainsi de deux jours celui du hashtag #MeToo par Alyssa Milano.
En septembre 2019, en première instance, le tribunal judiciaire de Paris condamne Sandra Muller à payer 15 000 euros de dommages et intérêts à Éric Brion pour diffamation, qu'elle avait accusé de harcèlement sexuel. En mars 2021, Sandra Muller s'est vu reconnaître par la cour d’appel de Paris le bénéfice de la bonne foi, car ses propos « relevaient d’un débat d’intérêt général sur la libération de la parole des femmes »,. Le 11 mai 2022, la Cour de cassation confirme sa relaxe,.

## Publications
- #Balance ton porc, Flammarion, 2018, 233 p. (ISBN 978-2081442955, ASIN B07HQTFQV3).